# شهریور (امشاسپند)
شهریور (اوستایی: 𐬑𐬱𐬀𐬚𐬭𐬀 𐬬𐬀𐬌𐬭𐬌𐬌𐬀 = خْشَثْرَ وَئیریَه/xšaθra-vairiia؛ سنسکریت: क्षत्र = کشاترا)، نام سومین اَمِشاسْپَند است. این امشاسپند به ظاهر مظهر جنگجویی است، زیرا وظیفهٔ اصلی او پاسداری از فلزات است.
در بندهش نقش حمایت از فقرا و بینوایان نیز به این امشاسپند محول شده‌است. معنای لغوی این تعبیر، «شهریاری دلخواه» یا «شهریار مطلوب» یا «کشور آرمانی» یا «سرزمین مورد آرزو» می‌باشد. زرتشت از هفت موجود نامیرا سخن به میان آورده‌است، که به نوعی همکاران اورمزد در روند آفرینش و نگهداری افریدگان هستند. شهریور که به صورت کهن «خْشَثْرَ وَئیریَه» خوانده می‌شده، یکی از این امشاسپندان است. معنی اسم او شهریاری مطلوب عنوان شده‌است.

## تعریف کلی امشاسپند شهریور
او انتزاعی ترینِ امشاسپندان و مظهر توانایی، شکوه، سیطره و قدرت خداوند است. در جهان مینوی وی نماینده فرمانروایی ملکوتی و بهشتی است و در زمین نماینده سلطنتی است که با کمک به تهی‌دستان و ضعیفان و فقرا همچنین با چیرگی بر همه بدی‌ها، قدرت و اراده خدا را در آن مستقر می‌کند.او به دلیل پشتیبانی از فلزات با جاری کردن فلز گداخته در آخرالزمان همه مردمان را آزمایش می‌کند، از این رو گفته شده که خداوند توسط او پاداش و کیفر زندگی اخروی را می‌دهد. دشمن اصلی او ساوول (به سانسکریت سَئوروَه یا سَروه) است [صابونچی، مهرک‌علی، ۱۳۹۸، رساله‌ی صد دیو، ص۱۳۷]. او سردیو حکومت بد، هرج و مرج و سستی است.

## واژه‌شناسی
اوستا به صورت xšaθra-vairiia آمده‌است و معنای «شهریاری دلخواه» را از آن استنباط کرده‌اند.
بخش اول این واژه خشَتَره یا خشَثره به معنای شهریاری و کشوراست و در خطوط میخی هخامنشیان کاربرد بسیار دارد. واژه‌ی «شهر» که امروز در فارسی به‌کار می‌رود، از همین واژه گرفته شده‌است. در روزگار کهن، مراد از شهر، همان کشور بود، چنان‌که سرزمین ایران را، ایران‌شهر می‌نامیدند.
بخش دوم این واژه، یعنی وَیریَه، صفت و به معنای مطلوب است. بر این اساس، «خشثره ویریه» به‌معنای «کشور مورد آرزو» یا «شهریاری مطلوب» است. نیبرگ بر این باور است که خشثره در اوستا بیشتر قلمرو یا محفل و عرصه‌ای است که نیروی خدایی را آشکار می‌کند و با آن‌که معنای «کشور» (شهر امروز هم از این ریشه است) نیز می‌دهد، اما این معنا جزئیات دقیق این واژه را نمی‌رساند. به گمان او این واژه هم معنای سیاسی دارد و هم دینی. نیبرگ vairiia را از ریشه‌ی var به مفهوم «آزمایش آتش/ور» می‌گیرد و زمینه‌ی واقعی این باور را در آزمایش آتشی می‌داند که در آن با فلز گداخته یک داوری خدایی انجام می‌گرفت و خشثره را همچون نیروی آزمایش آتش می‌داند.
در گاهان بار دینی این واژه بیشتر است. واژه‌ی aiiōxšusta- = فلز (فارسی میانه ayōxšust) با آن پیوند تنگاتنگی دارد.

## درباره‌ی شهریور
خَشَتَرَه وَیریَه، امشاسپندی مذکر است و در اوستا از وی به عنوان «قلمرو جاودانه‌ی اهوره مزدا»، «دیار تباهی‌ناپذیر» و «بهشت برین» یاد شده‌ است. واقعیت امر آن است که اساطیر جنگی در ایران زرتشتی، دگرگونی‌های عمیقی را پشت‌سر گذاشته‌اند. تا جاییکه فرد جنگجو دیگر نقش حامی بیچارگان را ایفا نمی‌کند و سرانجام ماهیت جدید و تحول یافته‌ی خود را، به‌وضوح هرچه تمام‌تر در کتاب شاهنامه به‌نمایش می‌گذارد. در این کتاب، جنگ و امور جنگاوری، نه از جمله‌ی وظایف مربوط به خدایان، بلکه در شمار امور مربوط به قهرمانان و پهلوانانی است که تمام عمر خود را صرف منازعه و خصومت و جنگ با یکدیگر می‌کنند.
در این میان، این تنها خشثره وییه یا همان شهریور است که به‌عنوان نگهبان و پاسدار تاج و تخت سلطنت پا به صحنه می‌گذارد و برای حفظ صلح و اشاعه‌ی مذهب از اسلحه کمک می‌گیرد.